# L’Étang-Bertrand
L’Étang-Bertrand ist eine französische Gemeinde mit 344 Einwohnern (Stand 1. Januar 2022) im Kanton Bricquebec-en-Cotentin und im Arrondissement Cherbourg, die im Département Manche in der Region Normandie liegt.

## Toponymie
L’Étang-Bertrand bedeutet l'étang de Bertrand (dt. Bertrands Teich).

## Geografie
Die Gemeinde befindet sich im Zentrum der Halbinsel Cotentin, ungefähr 15 Kilometer von der Nord-, 20 Kilometer von der West- und 20 Kilometer von der Ostküste der Halbinsel entfernt.
Angrenzende Gemeinden sind Rocheville, Négreville, Morville, Magneville und Bricquebec.
Die Départementsstraßen D 167 und D 902 verlaufen durch die Gemeinde. Die Douve ist über weite Strecken Grenzfluss zu den östlich gelegenen Nachbargemeinden.

## Bevölkerungsentwicklung
| Jahr      | 1962 | 1968 | 1975 | 1982 | 1990 | 1999 | 2009 | 2018 |
| Einwohner | 248  | 243  | 205  | 245  | 264  | 280  | 354  | 343  |

## Sehenswürdigkeiten

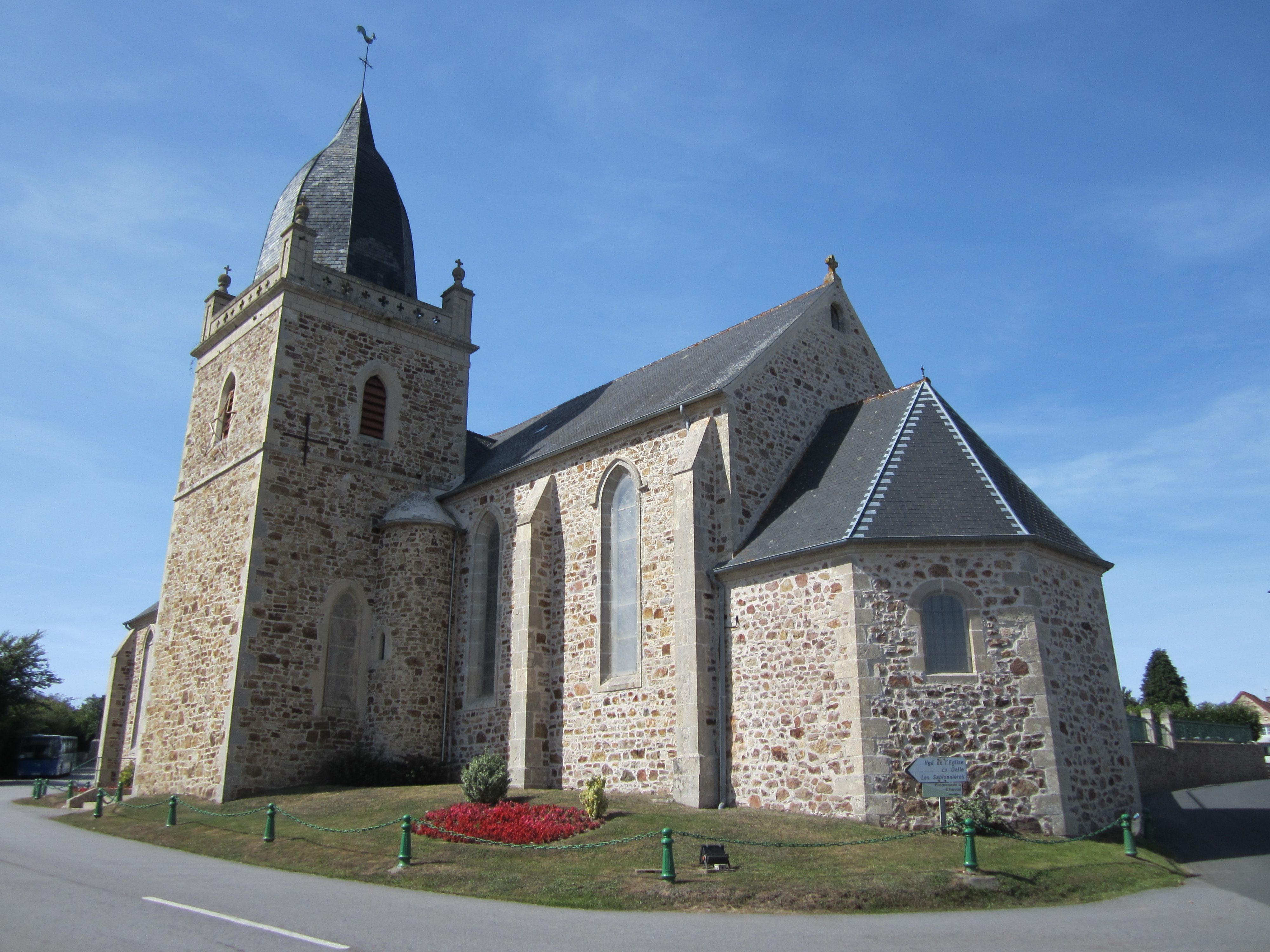
Kirche Saint-Siméon

- Kirche Saint-Siméon aus dem 18. Jahrhundert, die im 19. Jahrhundert renoviert wurde; im November 2013 wurde der Kirchturm ersetzt
- Altes römisches Lager
- Stele zum Gedenken an einen Flieger, dessen Flugzeug im Zweiten Weltkrieg abgestürzt ist

## Wirtschaft
Ab dem Umspannwerk von L’Étang-Bertrand (im Weiler Menuel) wird der Strom aus dem Kernkraftwerk Flamanville ins französische Netz verteilt.
Die sich zwischen Frankreich und der insel Guernsey befindliche Straße von Alderney weist ein großes Energiepotenzial in Form von berechenbaren Gezeitenströmungen auf. Deshalb ist im Rahmen der Entwicklung der erneuerbaren Energien eine HGÜ-Verbindung zwischen England und dem Cotentin geplant, die in Siouville-Hague anlanden könnte.